# 東久邇宮稔彦王
東久邇宮稔彦王（ひがしくにのみや なるひこおう、1887年〈明治20年〉12月3日 - 1990年〈平成2年〉1月20日）、のち東久邇 稔彦（ひがしくに なるひこ）は、日本の旧皇族、政治家、陸軍軍人。東久邇宮初代当主。陸士20期・陸大26期。最終階級は陸軍大将。位階勲等功級は従二位大勲位功一級。第二次世界大戦後、終戦処理内閣として内閣総理大臣（在職1945年8月17日-1945年10月9日）に就任し、憲政史上唯一の皇族内閣を組閣した。
内閣総理大臣として、連合国に対する降伏文書の調印、軍の解体と復員、行政機構の平時化、占領軍受け入れなどを実施したが、自由化政策を巡るGHQと内務省による対立やGHQによる内政干渉に対し、抵抗の意志を示すため総辞職した。首相在任日数54日間は史上最短記録であり、内閣の在任日数も長らく史上最短記録であった。内閣総理大臣退任後の1946年（昭和21年）に公職追放となり、1947年（昭和22年）に臣籍降下した。1950年（昭和25年）には新興宗教「ひがしくに教」を立ち上げて一時教祖となったが、手がけた事業はことごとく失敗した。
歴代内閣総理大臣の中の最長寿者（102歳と48日=37303日で死去）。千葉工業大学の創設に当たってはその発案者となった人物。香淳皇后は姪、第125代天皇・明仁（上皇）は従孫に当たる。

## 来歴

### 生い立ち
1887年（明治20年）、久邇宮朝彦親王第9王子として誕生。当初は洛北の農家に里子に出された。学習院初等科の同期生には異母兄の鳩彦王、有栖川宮威仁親王第1王子の栽仁王、北白川宮能久親王第3王子の成久王、同第4王子の輝久王などのほか、里見弴もおり親友となる。宮家の末子として本来ならば成人の後臣籍降下して伯爵となるところだったが、明治天皇の第9皇女である聡子内親王の婿を確保するための特例として、1906年（明治39年）11月に19歳で東久邇宮の宮号を賜り一家を立てた。陸軍に入り、1908年（明治41年）12月、陸軍士官学校（20期）を卒業。1914年（大正3年）11月、陸軍大学校（26期）を卒業。

### 留学

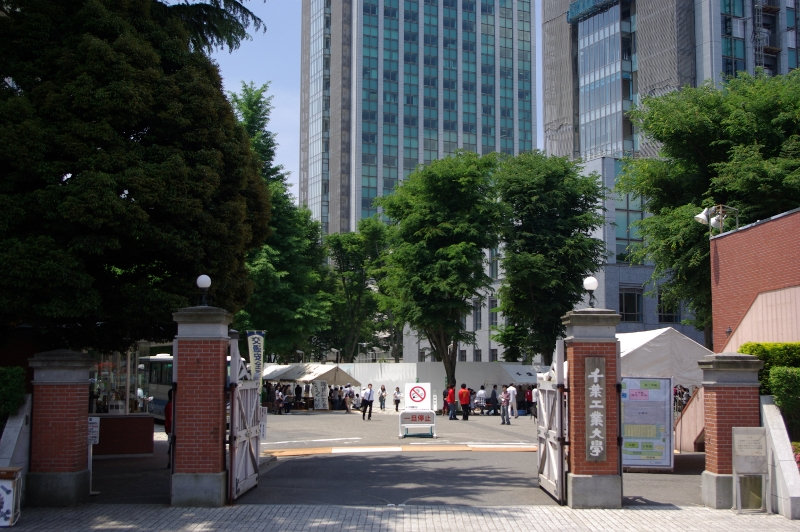
現在の千葉工業大学 （興亜工業大學の後身）。

1915年（大正4年）5月に予定通り聡子内親王と結婚。1920年（大正9年）4月から1926年（大正15年）まで、フランスに留学した。サン・シール陸軍士官学校で学び、卒業後はエコール・ポリテクニークで、政治、外交をはじめ幅広く修学した。フランス陸軍大学校42期。そして後述するように、この留学時代にフランスの自由な気風に馴染み、画家のクロード・モネや元首相のジョルジュ・クレマンソー、そして第一次世界大戦の英雄として知られたジョゼフ・ジョフル元帥やフィリップ・ペタン元帥と親交を結んだり、自動車運転や現地恋人との生活を楽しんだ。この留学時代の影響から、皇室随一の自由主義的思想の持ち主として知られるようになる。なお東久邇宮は、フランスへの長期に渡る滞在に至った理由について①山縣有朋元帥陸軍大将と上原勇作元帥陸軍大将ら陸軍上層部から「なるべく永く外国に滞在し、向こうの知名の人と親しくなるように」言明されたこと、②滞在地フランスで、「はじめて自由を味わい、また人間としての個人的自覚を獲得した」ことを挙げている。フランス留学の経験から、欧米と日本をはじめとするアジア諸国の科学技術力の格差やアイデンティティーの違いを感じた東久邇宮は、海軍元帥の永野修身や教育学者の小原國芳、そして哲学者の西田幾多郎らと共に、①日本をはじめとする各国の国家枢要の人材養成、②アジア諸国の科学技術教育の発展と向上、③アジアを背負い世界文化へ貢献する為の拠点の創成などを目指して（詳細は関連項目のウィキソース「興亞工業大學設立趣意書」を参照のこと）1942年（昭和17年）、興亜工業大学（後の千葉工業大学）の創設に尽力している。
大正天皇の容態が思わしくないとの報が遊学中の東久邇宮に入っていたが、息苦しい日本に戻るのを嫌って滞在を続けていた東久邇宮は一向に帰国の素振りを見せず問題となった。日本で留守宅を守っていた妃の聡子内親王が「私の面目は丸つぶれである」と東久邇宮の従者に手紙を送りつけるほどだった。東久邇宮は権威主義や形式主義を重んじる大正天皇とは馬が合わず、不仲だったともいわれる。結局、東久邇宮の帰国は大正天皇の崩御後の1927年（昭和2年）1月となり、フランス滞在は7年間にも及んだ。だが実際には、稔彦王のフランス留学は陸大卒業までは予定どおりだったが、その後は気ままに絵を描くなどの生活を送り、社交界で上流階級のマナーを学ぶこともなかったという。外国滞在費として年額20万円（現在価値で8億円）をもらいながらのお気楽な生活であった。また稔彦王は在仏当時から皇籍離脱を希望していた。帰国直後、宮家顧問の倉富勇三郎枢密院議長に「自分らのように皇室との『続柄疎遠』なる者が皇族としているのは条理においても、実際においても良くない」（『倉富日記』1927年4月1日条）と話している。さらに問題になったのは現地妻と隠し子の疑いである。兄の鳩彦王は同時期にパリにいたが、稔彦王が家を借りる際の行動から「懇親なる婦人」の存在を察知した（『倉富日記』1926年3月15日条）。疑惑はフランスに随従した属官池田亀雄の結婚でも深まる。独身だった池田は滞仏中の1926年（大正15年）秋、現地の女性と結婚した。女性は1928年（昭和3年）2月、乳児（性別不明）を連れて来日する。宮内省幹部はこの母子が稔彦の現地妻と隠し子ではないかと疑った。たしかに、フランス語を勉強したとは思えない下級属官が現地で外国人妻をつくるのは不自然で、名目上池田の妻として来日させたと考えてもおかしくない。ただ、母子は1930年（昭和5年）初頭、パリに帰ってしまい、真相は分からない。

### 軍人生活
帰国後は、近衛歩兵第3連隊長・第2師団長・第4師団長・陸軍航空本部長を歴任した。フランス留学の経験から陸軍の近代化案を提唱するようになった。日中戦争（支那事変）では第2軍司令官として華北に駐留し、武漢攻略作戦に参加した。自身の自由主義的思想に基づいて、対中戦争の開戦及びその長期化、対米戦争突入には極めて批判的であった。そのような思想の持ち主でありながら、皇族・陸軍幹部という位置にもいた東久邇宮は、和平派からはたびたび首班候補にあげられるようになる。1939年（昭和14年）に陸軍大将に昇進。
1941年（昭和16年）8月5日、昭和天皇に謁見した際、天皇は「軍部は統帥権の独立ということをいって、勝手なことをいって困る。ことに南部仏印（フランス領インドシナ、現在のベトナム南部）進駐に当たって、自分は各国に及ぼす影響が大きいと思って反対であったから、杉山参謀総長に、国際関係は悪化しないかときいたところ、杉山は、何ら各国に影響することはない、作戦上必要だから進駐いたしますというので、仕方なく許可したが、進駐後、英米は資産凍結令を出し、国際関係は杉山の話とは反対に、非常に日本に不利になった。陸軍は作戦、作戦とばかり言って、どうも本当のことを自分にいわないので困る」と宮に述べた。これに対し、宮は「現在の制度（大日本帝国憲法）では、陛下は大元帥で陸海軍を統帥しているのだから、このたびの仏印進駐について、陛下がいけないとお考えになったのなら、お許しにならなければいいと思います。たとえ参謀総長とか陸軍大臣が作戦上必要といっても、陛下が全般の関係上よくないとお考えになったら、お許しにならないほうがよい」と、立憲君主の枠を越える危険を冒してでも天皇大権によって陸軍を食い止めた方が良いと助言したという。しかし、イギリス訪問時に感銘を受けた昭和天皇の立憲君主制への拘りは強く、東久邇宮の助言は届かなかったという。日米開戦直前の1941年（昭和16年）10月、第3次近衛内閣総辞職を受け、後継首相に名が挙がった。対米戦争回避を主張するリベラル派の皇族である東久邇宮を首相にして内外の危機を押さえようとする構想であったが、日米交渉妥結を志向する近衛文麿・広田弘毅・海軍ら穏健派以外のみならず、強硬派の東条英機も東久邇宮が陸軍の軍人であることから賛成した。しかし木戸幸一内大臣の、皇室に累を及ぼさぬようにという反対によりこの構想は潰れ、東条が首相に抜擢された。
日華の和平を説き、太平洋戦争前夜には悪化する日本の外交関係を改善させるため、政治・外交・報道・軍など、各方面の有力者を招き入れ、戦争回避の糸口を模索するも結局は開戦に至った。1941年（昭和16年）9月には頭山満に蒋介石との和平会談を試みるよう依頼し、蒋介石からも前向きな返事を受け取るが、新しく首相に就任した東條に「勝手なことをしてもらっては困る」と拒絶され、会談は幻となった（自著『私の記録』）。1941年12月に防衛総司令官へ就任。
1942年（昭和17年）元日、参内して祝賀の挨拶をした際、昭和天皇から開戦直前の1941年（昭和16年）11月30日に高松宮宣仁親王との間で起きた出来事を打ち明けられ、海軍の実情を初めて知ることになる。これを受け、日本の先行きに対し一層不安を覚えたとしている。大戦中は海軍の高松宮と共に大戦終結のために奔走した。
1945年（昭和20年）4月16日、東京大空襲に遭遇。港区麻布にあった麻布御殿こと東久邇宮御殿本邸（現・港区六本木1丁目のアークヒルズ仙石山森タワーのある一角）が全焼したが、東京にとどまり敷地の防空壕の近くに一間の仮居を建てて終戦まで暮らした。またこの後、皇族共用の御殿として利用されていた高輪南町御用邸（現・港区高輪3丁目の高輪森の公園、品川税務署、SHINAGAWA GOOS（シナガワ グース）があった場所）に転居したともいう。もっとも大戦末期に起きた宮城事件では、鈴木貫太郎首相らと同様、断固交戦を唱える佐々木武雄が率いる「国民神風隊」によって私邸を焼き討ちされるという被害に遭っている。

### 内閣総理大臣

#### 就任

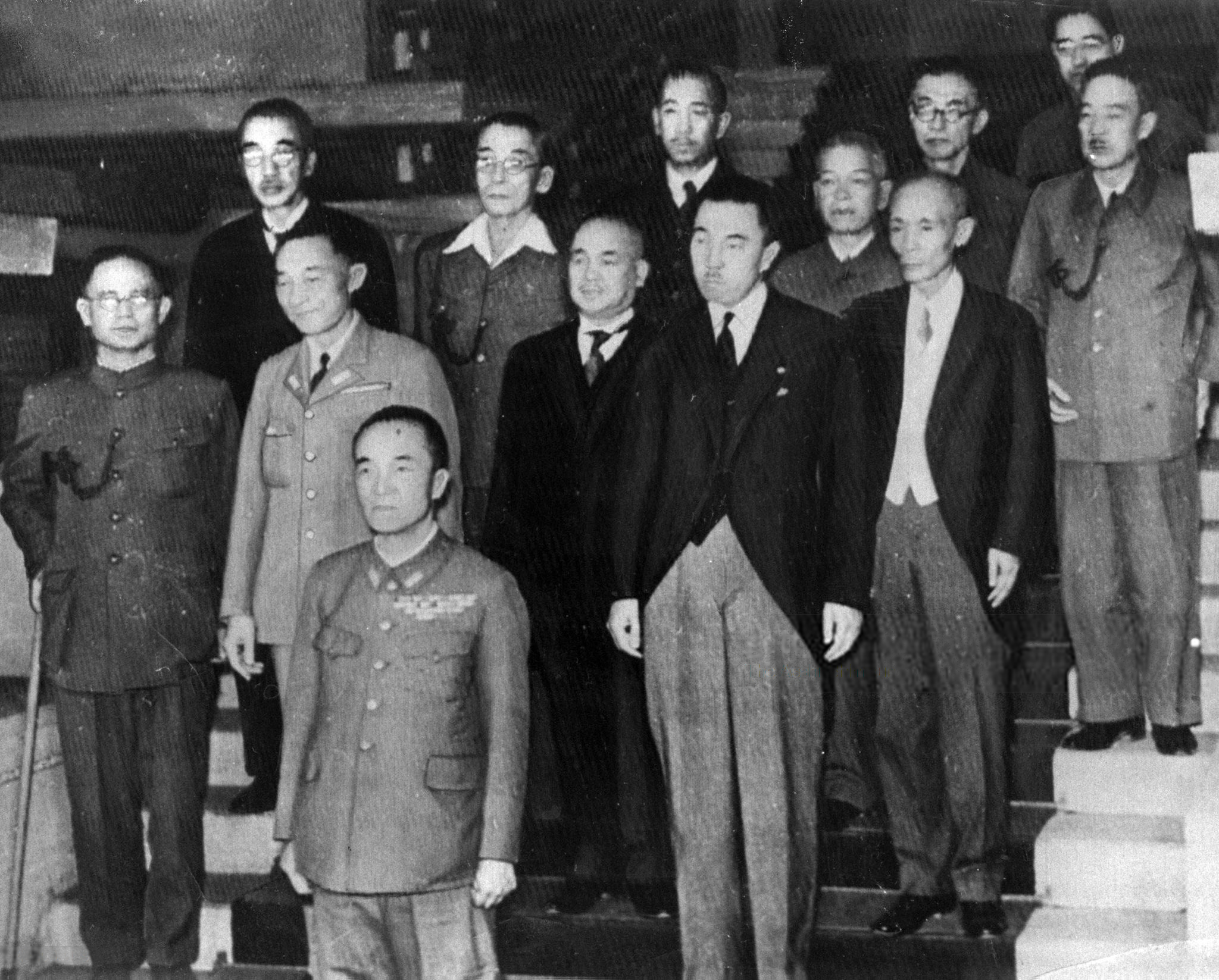
東久邇宮稔彦王（最前列）と内閣閣僚。

ポツダム宣言受諾・降伏決定発表の3日後、1945年（昭和20年）8月17日、東久邇宮は大命降下により内閣総理大臣に任命された。日本の降伏予告に納得しない陸軍の武装を解き、ポツダム宣言に基づく終戦に伴う手続を円滑に進めるためには、皇族であり陸軍大将でもあった東久邇宮がふさわしいと考えられたためであり、昭和天皇もこれを了承した。東久邇宮は最初、総理拝命を固辞しようと考えていたが、敗戦にやつれた天皇に懇願されて意思を変えたという。このことについて東久邇宮は「この未曾有の危機を突破するため、死力をつくすことは日本国民の一人として、また、つねに優遇を受けてきた皇族として、最高の責任であると考えた」としている。
東久邇宮内閣組閣においては副総理格の国務大臣（無任所）には国民的に人気が高かった近衛文麿、外務大臣には重光葵、大蔵大臣には津島寿一、内閣書記官長兼情報局総裁には緒方竹虎が任命された。また海軍大臣には元首相の米内光政が留任した。なお重光が占領軍と対立して外相を辞職した9月半ばに、後任の外相として吉田茂を任命している。吉田にとって東久邇宮内閣の外相が政治家としての正式なデビューであった。陸軍大臣は任命が内定していた下村定陸軍大将が帰国するまでの間（8月17日 - 23日）、東久邇宮が兼任した。
新聞やニュース映画では、この皇族出身の首相を「東久邇總理大臣宮（ひがしくにそうりだいじんのみや）」あるいは「東久邇首相宮（ひがしくにしゅしょうのみや）」と呼んだ。

#### 降伏と武装解除

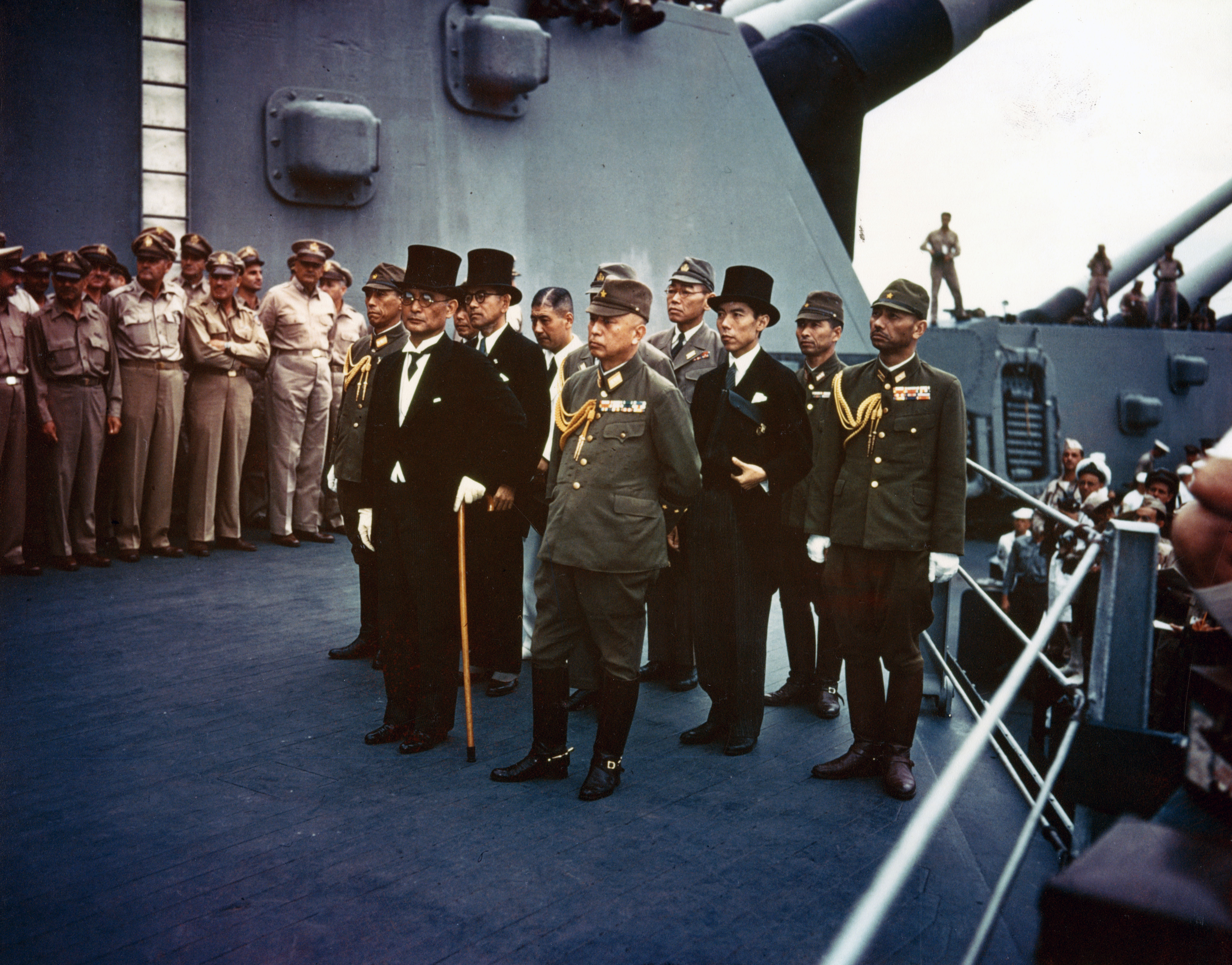
日本側全権代表団。

日本の降伏が告知されたものの、依然として陸海軍は内外に展開しており、東久邇宮内閣の第一の仕事は連合国の要求する「日本軍の武装解除」であった。なお、東久邇宮内閣の最重要の課題は「無血進駐」だったが、ダグラス・マッカーサー率いる連合国軍最高司令官総司令部（GHQ/SCAP）から、一発でも発砲されれば連合国軍は「武力進駐に切り替える」と通達されていた。この目的のため、東久邇宮は旧日本領や戦争による一時占領地に皇族を勅使として派遣し、現地部隊の説得に当たらせている。また、連合国による占領統治の開始が滞りなく開始されるように、受け入れ準備に万全を期すことも重要な任務としてこれを達成した。玉音放送が行われて18日後の9月2日には、東京湾沖のミズーリ号上で日本国政府ならびに日本軍統帥部の全権代表（外務大臣重光葵、参謀総長梅津美治郎）により降伏文書への調印がなされ（日本の降伏）、正式に太平洋戦争（大東亜戦争）は終結した。

#### 賀川豊彦と一億総懺悔運動
東久邇宮は、平和運動の第一人者だった賀川豊彦を首相官邸に招き「今や日本の道徳は地に落ち、人心はすさみ、誰もこれを救う力がありません。外国人への敵対心と憎しみを取り除かないとポツダム宣言の発表ができないのです。世界平和を目指して諸外国と日本を結ぶために活動する資格のある者は、あなたをおいて他にないように思われます。そこで人心を新たにするために、内閣に参与制度を作ることにしました。ぜひあなたも参与になってください。そして、どうしたらいいか、意見を聞かせてください」と相談した。これを受け、賀川は今後の日本の国家的方針について日本基督教団の団員たちに相談すると、教団主事の木俣敏が「早急に国民に呼び掛けて、キリスト教徒もそうでない者も一つになって、過去における生き方、考え方を反省し、懺悔をする運動を起こしたらどうでしょうか」と提案したという、賀川と教団の役員たちはこの意見に賛成を表明し、東久邇宮に総懺悔運動について提案をした。この意見を聞いた東久邇宮は最初、驚いた顔をしたという。賀川は続けて「そうです。まだ戦争が始まらない頃、ある有名な議員の方が来られて、日本の軍隊は世界最強だと言われました。私はその時、日本があたかも聖書で語られている放蕩息子のような気がしたのです」
「日本ほど恵まれた国はありません。豊かな作物、温順な気候、他国の侵略を受けにくい地形。それなのに、いつの間にか日本は平和に慣れきって、ぜいたくになり、富める者は貧しい者を搾取し、資本家と結びついて一大工業国となりました。しかも軍備を誇り、何の抵抗もしない他国を侵略し、残虐行為を繰り返した」「私はこの放蕩息子がいつか行き詰まり、破滅しないわけはないと思いました。果たして、日本は敗戦によって打ち砕かれました。今日本がなすべきことは、放蕩息子が本心に立ち返り、父に許しを求めてそのもとに帰ったように、国民が一つとなり、今までの生き方、考え方を反省し、懺悔をして新しく出直す以外にありません」と述べた。これを聞いた東久邇宮は頷き「ラジオを通してあらゆる人に懺悔を呼び掛けましょう。老いも若きも、男も女も、職業のいかんを問わず、こぞって過去の思い上がりを改め、平和国家に生きる民としての一歩を始めるように」と述べたとされる。

#### 一億総懺悔のラジオ放送
玉音放送が行われて翌々日の1945年（昭和20年）8月17日に開かれた日本人記者団との初の記者会見において、東久邇宮は国体護持の方針、敗戦の原因論に触れるとともに、「国民の道義のすたれたのも原因のひとつ」であり、「軍・官・民・国民全体が徹底的に反省し懺悔し」なければならず「全国民総懺悔をすることがわが国再建の第一歩」であると述べた。9月5日に帝国議会で行われた施政方針演説においても次のように発言した。
このいわゆる「一億総懺悔論」発言は、政治家や官吏、軍人による「国家政策の誤り」を認めると同時に、戦争を望み煽った「国民の道義的責任」についても言及するものだった。その発言は、日本の戦争責任の所在を曖昧にし、ひいては昭和天皇への問責を回避するための理論だとして国民の間で反発を招く一方で、問題への関心を高めた。すでに敗戦直前の時期に内閣情報局から各マスコミに対して「終戦後も、開戦及び戦争責任の追及などは全く不毛で非生産的であるので、許さない」との通達がなされていた。また、敗戦後に各省庁は、占領軍により戦争責任追及の証拠として押収されるのを回避するため、積極的・組織的に関係書類の焼却・廃棄を行っている。9月12日の終戦処理会議においては、戦争犯罪に関してあくまでも日本による自主的な裁判を開廷することが決定された。一方でGHQは、指導命令・新聞発行停止命令などを用いて「一億総懺悔論」の伸張を抑え、日本の戦争犯罪を当時の政府・軍のトップに負わせることを明確にすべく極東国際軍事裁判（東京裁判）の準備にとりかかっている。

#### 昭和天皇の退位について
外務官僚の田尻愛義が、「日本再建のためには、昭和天皇の退位と皇室財産の下げ渡しが必要だ」と主張したのに対し、東久邇宮首相も「そう思う」と賛同した上で「天皇も同じお気持ちだと推察される」との考えを示した。実際、昭和天皇自身も玉音放送が放送された二週間後に「戦争責任者を連合国に引き渡すのは真に苦痛にして忍び難きところであるが、自分が一人引き受けて、退位でもして、納める訳にはいかないだろうかとのおぼし召しあり」と述べており、国民だけでなく、時の首相をはじめ、高松宮をはじめとする皇族の一部や高級官僚、さらには昭和天皇自身までもが退位論に傾いていた。しかし、占領政策を進めていたダグラス・マッカーサー率いる連合国軍総司令部は、昭和天皇が戦争犯罪で裁判に付せられれば日本各地で反乱が起きる可能性があり、占領政策がうまくいかないのではないかと危惧していたことに加え、昭和天皇自身が占領政策に全面的に協力する姿勢を示したため、GHQの占領政策が優先され、天皇退位論は立ち消えとなった。

#### 戦後日本の国家方針の策定
東久邇宮内閣では大戦後の日本の進むべき国家方針について話し合われ「平和的新日本ヲ建設シテ人類ノ文化二貢献セムコトヲ欲シ」という国家目標が定められたが、この一文は「首相宮御訂正」と明記されていることから、東久邇宮自らが書き込んだものとされる。

#### 総辞職
東久邇宮は、新日本の建設に向けて活発な言論と公正な世論に期待するとし、政治犯の釈放や言論・集会・結社の自由容認の方針を組閣直後に明らかにし、選挙法の改正と総選挙の実施の展望も示した。しかしながら、政治犯釈放は戦後混乱期に喘ぐ中にあって共産主義革命の勃興を憂慮した内務省と司法省の反対により実現しなかった。内務省は、モーニングコートを着用し直立する「現人神」の昭和天皇が、略装の軍服を着用し腰に両手を当ててやや体を傾ける姿勢のダグラス・マッカーサーと並び立っている会見写真の公表を阻止するために、山崎巌内務大臣の権限で記事掲載制限及び差止め措置（発禁処分）を実施し、東久邇宮も同意したが、GHQは日本政府に対して会見写真の公表を迫り、これに従わない場合は山崎を逮捕して軍事裁判にかけ、内閣には総辞職を命じるとの通告を行った。これを受けて、山崎内相は発禁処分を撤回した。GHQは10月4日に「政治的、公民的及び宗教的自由に対する制限の除去の件（覚書）」（人権指令）を指令し、治安維持法などの国体及び日本政府に対する自由な討議を阻害する法律の撤廃、特別高等警察の廃止、内務大臣以下、警保局長、警視総監、道府県警察部長、特高課長などの一斉罷免を求めた。なお、この時点では共産主義者の釈放は行われていなかった（徳田球一は東久邇宮の総辞職5日後の10月10日に府中刑務所を訪れたフランス人ジャーナリストのロベール・ギランによって発見され出獄）が、東久邇宮と緒方は対応を協議し、GHQの指令の不合理に対する抗議の意思を明らかにするために辞職するとの結論に至り、翌日内閣総辞職した。なお、当時の新聞は、総辞職の直接の契機が皇室に関する自由論議の問題にあったということに触れている。

### 首相辞任後

#### 皇籍離脱
1945年（昭和20年）11月11日、東久邇宮は皇室の「敗戦の責任を取るため」として、皇族の身分を離脱する意向であることを表明、賀陽宮恒憲王などがこれに同調した。1946年（昭和21年）2月に東久邇宮は、「宮内庁の某高官」として、昭和天皇が自身の戦争責任（「昭和天皇の戦争責任論」）を取るため退位する意思があること、これへの賛同者は昭和天皇に「道徳的、精神的な責任」を有すると考えていることをAP通信記者に述べている。東久邇宮は早期から天皇退位が必要であると考えていたとみられる。既に戦争犯罪人裁判における昭和天皇罪状免責を決定していたGHQでは、「退位論」（当時の皇位継承者であった皇太子明仁親王への譲位、また未成年であった皇太子が成人するまでの間は、三人いた皇弟の一人・高松宮宣仁親王が摂政を務めるという案）の進展が天皇の責任問題につながりかねないとして警戒し、日本政府および皇室関係者をはじめ宮中と連絡してこれに対応した。1946年（昭和21年）5月23日、貴族院皇族議員を辞職。同じ年に公職追放を受けている（1952年解除）。1947年（昭和22年）10月14日、稔彦王も11宮家51名の皇族の一人として皇籍を離脱し、以後は東久邇 稔彦（ひがしくに なるひこ）と名乗った。同年11月28日、公職追放仮指定を受けた。

#### 臣籍降下後

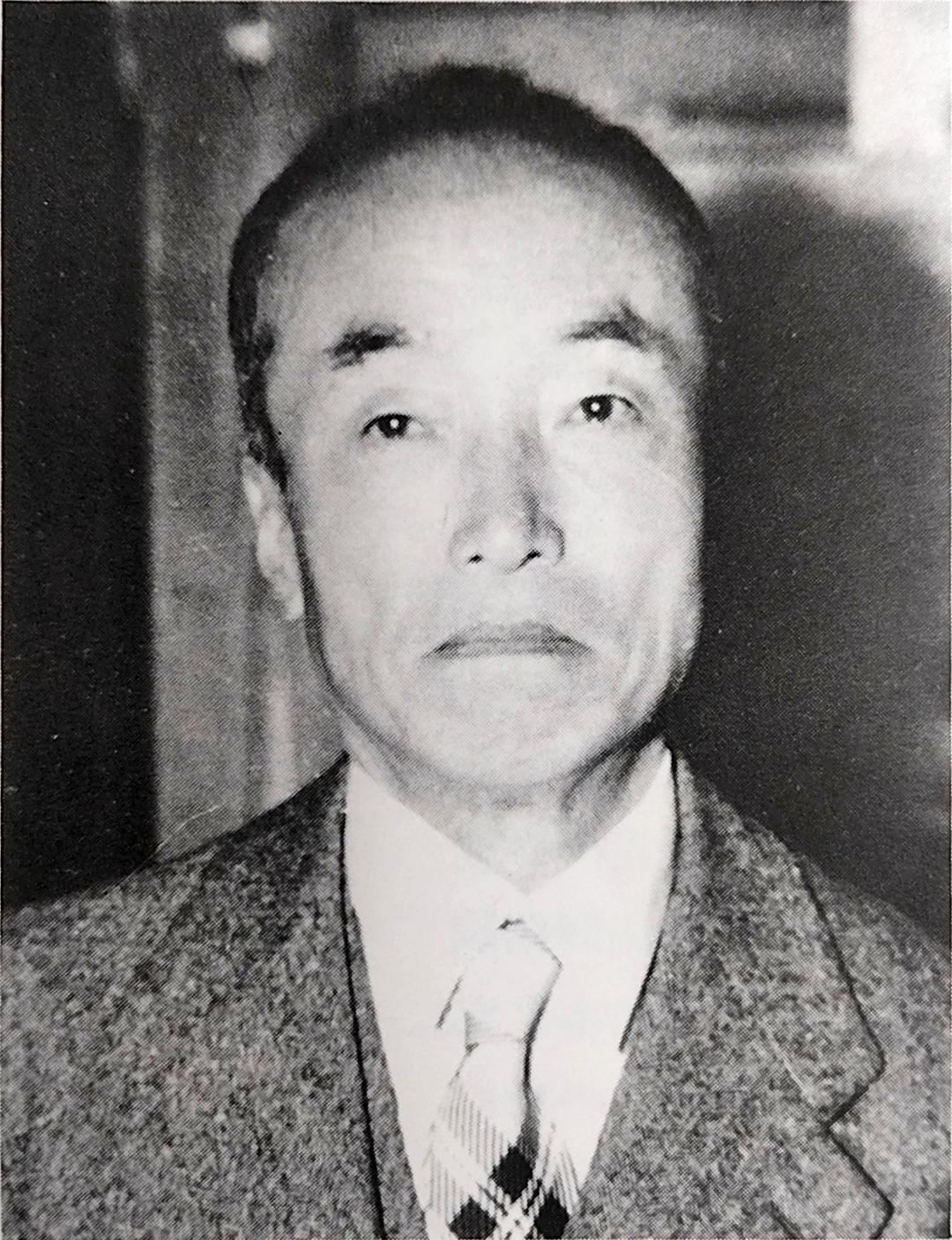
1950年4月15日、「ひがしくに教」教祖宣言直後撮影

東久邇は新宿西口の闇市に店を構えた。この件について西口の闇市を差配した安田朝信（安田組）は自伝の中で宮家と相談の上で2軒を紹介し、1軒は食料品店、もう1軒は道具類の骨董屋とされ、約2年間西口の状況が安定するまで経営を継続してくれたとしている。東久邇の回想録によると、貧しかったが国民と共に必死に働いたことではじめて国民生活を知り、充実した人生を送れたと語っている。成城大教授の森暢平によると、新宿西口に闇市の「東久邇商店」という名の乾物商店を開店したが売上が全く伸びなかった。東久邇本人が曲がったことが大嫌いで、闇市で商売をしているにもかかわらず、他の商店とは異なり、正規品を正規のままの価格で取り扱い、一切不正をしなかったことが原因だったとしている。1948年（昭和23年）には、尾崎行雄・賀川豊彦・下中弥三郎・湯川秀樹と共に「世界連邦建設同盟」（現在の世界連邦運動協会）を創設した。同年10月、兵器処理問題に関し、衆議院不当財産取引調査特別委員会に津島寿一、渋沢敬三、次田大三郎らとともに証人喚問された。高輪南町御用邸はすでに国有地となっていたにもかかわらず、東久邇はそこに住み続けていた。そんな中、1949年（昭和24年）8月に同じく国有地となっていたかつての自らの邸宅である旧麻布御殿に対し、東久邇は「麻布御殿は自分の土地である」と主張し、国を相手取って訴訟を起こす。しかし、緒方竹虎が間に入って大蔵省に働きかけ、特別に旧麻布御殿のうち1万平方メートル余を「縁故者払下げ」という名目で東久邇が買い取ることになり、訴訟を取り下げた。東久邇は1950年（昭和25年）11月に426万円でこの土地を入手したが、後に長野県諏訪市のバルブ会社に転売している。また、東久邇は依然として国有地である高輪南町御用邸に住み続けていたが、これについても宮内大臣の松平慶民から「いずれ下賜する」と伝えられたと強弁し、「宮内庁から下賜された」と主張し始めている。
1950年（昭和25年）4月15日に禅宗系の新宗教団体「ひがしくに教」を開教したが、同年6月、法務府特別審査局から団体等規正令違反として教祖の取り消しと教名の使用禁止が通告された。「ひがしくに教」はもともと「平和教」という名称で、仏教各派をはじめ、キリスト教など世界各地の宗教や宗派の垣根を越えて平和の大切さを広めるためのものであったが、GHQの指導によって「ひがしくに教」となってしまった。この一件について東久邇は「一部の人に、私が不用意で利用されたのはいけなかったが、私は晩年を、この世界平和運動にささげたいと念願しています」と語り、自らにも利用されてしまった責任があるとして自身の軽率な態度について反省したとされる。また、東京都からも宗教法人として認可されなかった。このため、任意団体のまま実質解散となった。また、東久邇家は戦前の使用人をそのまま使い続けたため人件費が必要であり、宗教法人なら税金がかからないという発想で「ひがしくに教」が創設されたともいう。同年フリーメイソンに入会。1957年（昭和32年）6月、東京の友愛ロッジにて「メイソン」になる。1960年（昭和35年）、六十年安保闘争をめぐる騒動で、石橋湛山・片山哲とともに三人の首相経験者の連名で時の首相岸信介に退陣を勧告。
1962年（昭和37年）6月に東久邇は高輪南町御用邸の所有権確認の訴訟を起こす。しかし、翌1963年（昭和38年）10月、東久邇は大蔵大臣の田中角栄と児玉誉士夫の暗躍もあって訴訟を取り下げ、京浜急行電鉄（京急）から4億5000万円を貰って高輪南町御用邸から立ち退いた。当時の大卒初任給は2万円前後であり、2024年（令和6年）現在は20万円程度であることを参考にすれば、価値は約10倍となり、現在の価格で45億円の大金となる。高輪南町御用邸は東久邇家が立ち退いた後、皇室用財産が解除されて東側を京急が取得した。西側は国有地として残り、現在は港区の高輪森の公園と品川税務署となっている。国有地に居座ったあげく、巨額の立ち退き料を受け取った東久邇と妻の聡子は、京急が所有する目黒区の家屋に転居した。そして、東久邇が亡くなるまで毎月50万円の生活費が京急から提供され続けた。1964年（昭和39年）4月29日、菊紋の銀杯一組を賜る。1971年（昭和46年）には桟勝正が創設した日本文化振興会の初代総裁になる。1978年（昭和53年）、聡子夫人と死別。

### 死去
1990年（平成2年）1月20日、東京都渋谷区の日本赤十字社医療センターで心不全のため死去。102歳没。死の間際、うわごとで「ラ・マルセイエーズ La Marseillaise」をフランス語で唄ったという。死後、従二位に叙され、特例として豊島岡墓地に葬られた。

### 最長寿者
東久邇は、世界の首相経験者の中での最長寿者であり、ギネスブックに登録されていた。世界の首相経験者で長寿だったのは、最も長寿の方から順にチャウ・セン・コクサル・チュム（1905年 - 2009年。103歳4か月没、第40代カンボジア王国首相）、アントワーヌ・ピネー（1891年 - 1994年。102歳11か月没、フランス第123代閣僚評議会議長）、張群（1889年 - 1990年。102歳7か月没、中華民国第9代行政院長）、東久邇宮稔彦王（102歳1か月没）、ウィレム・ドレース（101歳11か月没、1988年死去、オランダ王国首相）、中曽根康弘（101歳6か月没、2019年死去、内閣総理大臣）、村山富市（存命中、2024年3月3日に100歳の誕生日を迎えた、内閣総理大臣）となる。東久邇は記録の確かな日本皇族（皇籍離脱した者を含む）の中での最長寿者（102歳48日=37303日）であったが、2014年（平成26年）に遷化した東伏見慈洽（103歳7か月16日=37851日。香淳皇后の弟、東久邇の甥）によって更新された。東久邇が死去した当時、彼は内閣総理大臣経験者で最古参（1953年の阿部信行没後自身が死去するまで）でもあり、19世紀生まれの首相経験者で最後の存命者であった（1978年の片山哲没後は最年長にもなっていた）。また、元陸海軍大将では最後の存命者でもあった。

## 栄典
- 1908年（明治41年）4月23日  - 勲一等旭日桐花大綬章[33]
- 1917年（大正6年）10月31日  - 大勲位菊花大綬章[34]
- 1920年（大正9年）11月1日 - 金杯一個・大正三年乃至九年戦役従軍記章[35]
- 1930年（昭和5年）12月5日 - 帝都復興記念章[36]
- 1940年（昭和15年）8月15日 - 紀元二千六百年祝典記念章[37]
- 1942年（昭和17年）4月4日 - 功一級金鵄勲章[38]
- 1964年（昭和39年）4月29日 - 銀杯一個
- 1990年（平成2年）1月20日 - 従二位

## エピソード

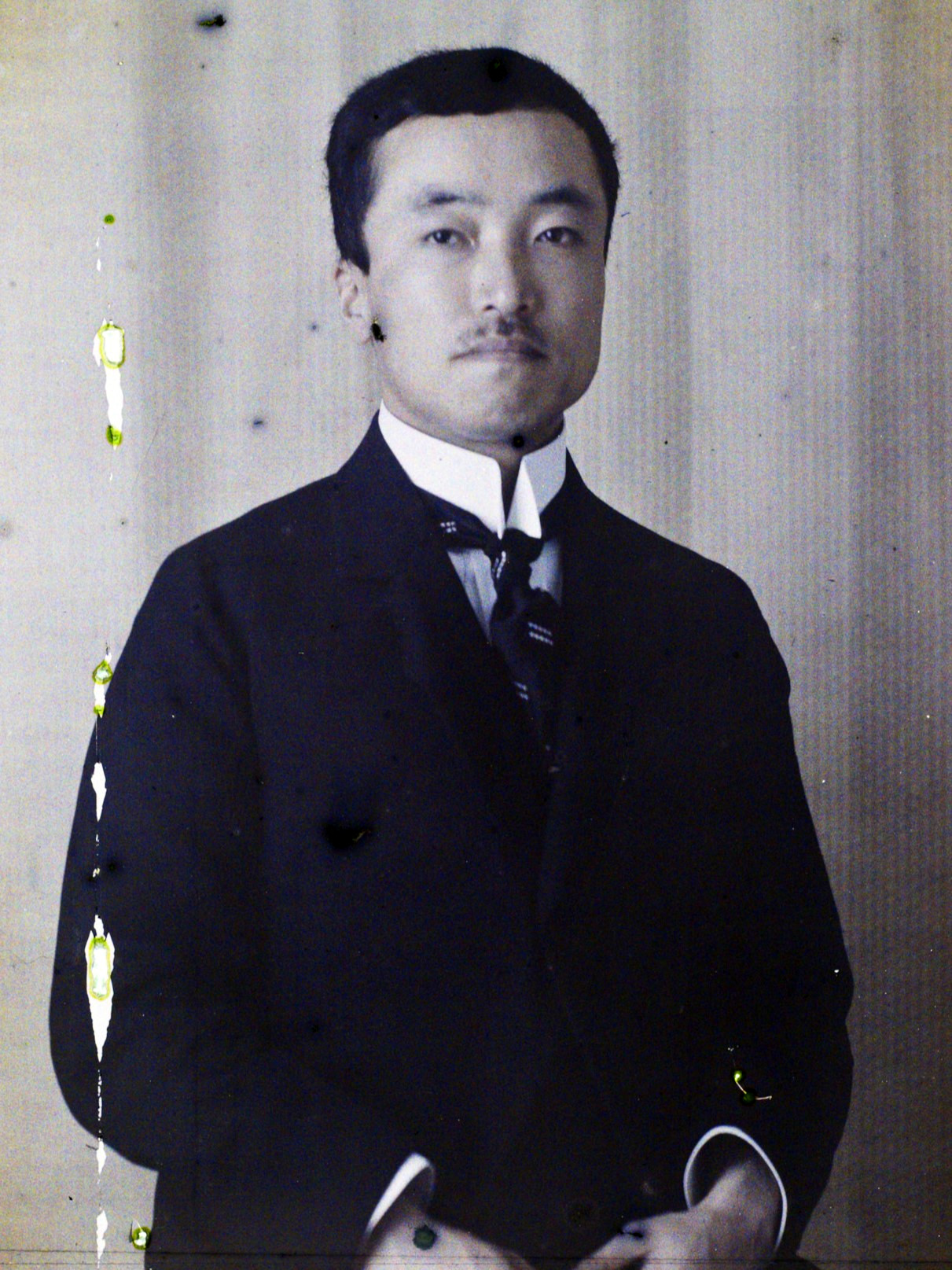
フランス留学時代の東久邇宮
（1921年、オートクローム）

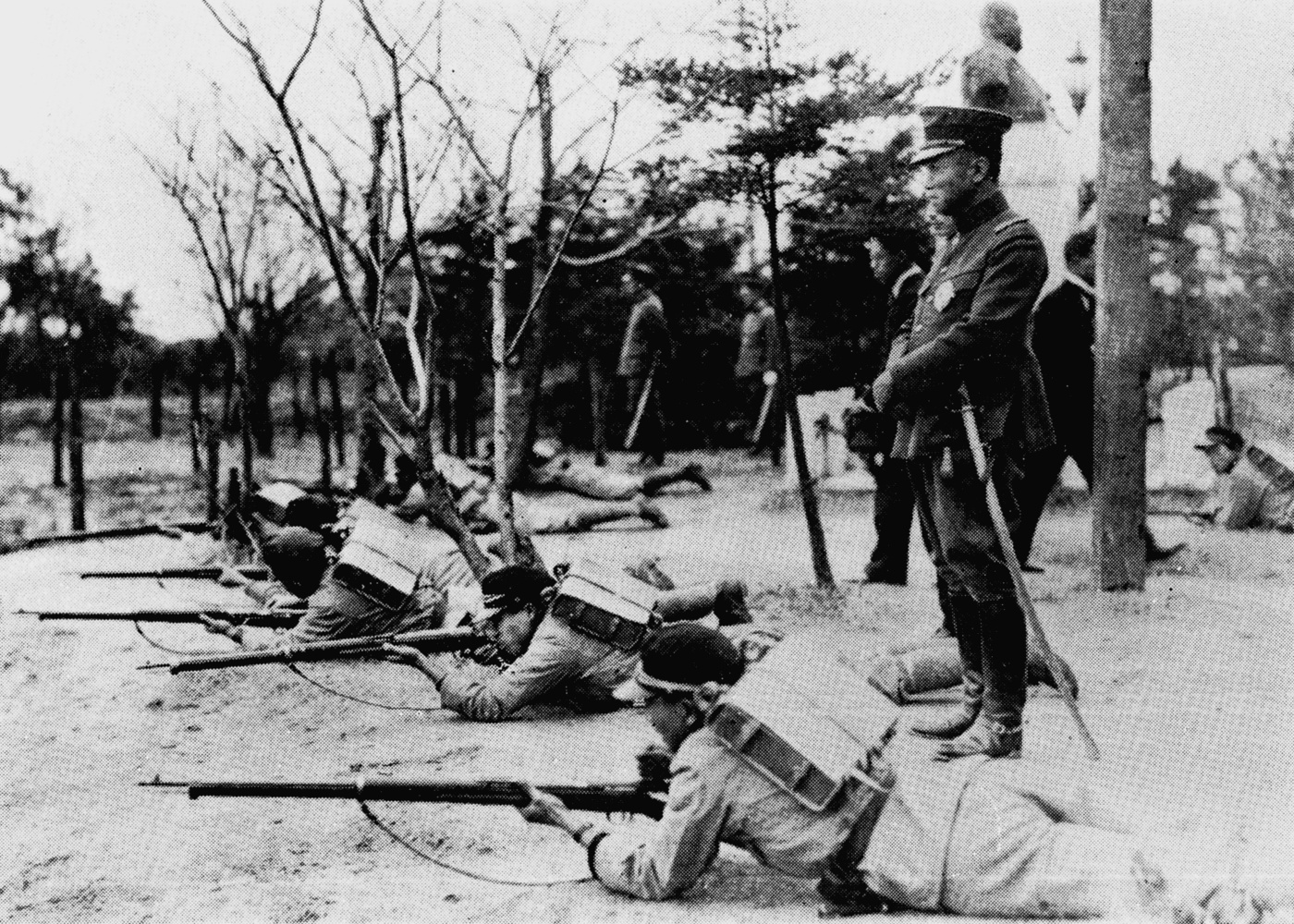
関西大学予科生の教練を視察する東久邇宮（1935年11月）。

- 陸軍士官学校在校中、1期上である山中峯太郎（のちに作家）の影響で、レフ・トルストイ『復活』（内田魯庵訳）を読んだことが発覚し、物議を醸した。これが明治天皇の耳に達したため一時は臣籍降下まで検討されたが、一方で明治天皇は、稔彦王のこれら変わった立ち振る舞いを、知的好奇心の表れだとして評価していたとされる。
- 陸軍大学校在校中に明治天皇に陪食（食事をともにすること）を命じられたが、下痢を理由にこれを断り、皇太子嘉仁親王（後の大正天皇）に叱責された。そこで明治天皇に臣籍降下を願い出たが、天皇は「年寄りを困らせるものではない」と取り合わなかった。
- フランス留学前に自動車の運転を覚えていた。そのフランス留学中、同じく留学中だった北白川宮成久王からドライブに誘われたが、「ロンドンに行く用がある」という理由で断った。代わりに朝香宮鳩彦王を誘ったが、北白川宮の運転する車はスピードの出し過ぎで立ち木に激突し、北白川宮は即死、朝香宮も重傷を負った。
- パリ留学中は愛人との生活に耽溺し[39]、たびたびの帰国命令を拒み続けた。結局、大正天皇の崩御と大葬を契機に、折からロンドンに留学中だった小松輝久侯爵がパリに乗り込んで直談判し[40]、ようやく帰国した。帰国した時には皇族の中でも自由主義者として知られるようになっていた。
- 近衛文麿から第二次世界大戦を避け、日米交渉を継続する為、次期首相にと打診を受けた。当時の日本国内は軍の中堅幹部を始め、報道機関も日本国民も開戦を望む風潮で、この流れに異を唱えたならば逆賊としてテロを加えられるような世の中だったが、宮は「私は殺されてしまうかもしれないが、頑張って半年は持ちこたえて見せよう」とまで述べたという。しかし、木戸幸一内大臣の判断により、この時点では東久邇宮内閣が成立することはなかった。
- フランス留学中に、画家のクロード・モネについて絵筆をとった。モネに親友のジョルジュ・クレマンソーを紹介され親交を深めた。フィリップ・ペタン元帥やクレマンソーと会見した時に、両人より「アメリカが日本を撃つ用意をしている（オレンジ計画も参照）」との忠言を受け、帰国後、各方面に日米戦争はすべきでないと説いて回ったが、西園寺公望以外に誰も耳を傾ける者はいなかった。日米交渉も大詰めを迎えた1941年（昭和16年）、近衛内閣で陸相の地位にあった東条英機に、稔彦王はクレマンソーのこの忠言を披露し、陸軍も日米交渉に協力すべきと説いたが、東条は「自分は陸軍大臣として、責任上アメリカの案を飲むわけにはゆかない」と応答した[41]。
- フランス留学中に東久邇宮は「自分は画家である」と老婆の手相見に言ったが、手相見は「あなたは日本の首相になる」と言った。東久邇宮は身分を明かして「私は日本の皇族でしかも軍人である。日本では皇族や軍人が政治をやることは禁じられているから、首相にはなれない」と反論したが、「いや、日本に大革命か大動乱が起きる。その時に必ずあなたは首相になる」と言い切った。実際に首相に就任してからこの話を思い出し、「老婆の予言が当たったので、薄気味悪く感じた。私は迷信が大嫌いだったが、占いも馬鹿にならぬと思った」と、日記に書いた[42]。
- 武装解除の際、小園安名海軍大佐率いる第三〇二海軍航空隊（神奈川県・厚木飛行場駐留）は、翌15日の玉音放送の後も降伏を受け入れず祖国防衛を目的として徹底抗戦を主張、若い隊員たちも数日にわたって戦闘機からビラ撒きをするなどの反乱状態に陥った（厚木航空隊事件）。8月16日、米内海相の命により寺岡謹平海軍中将や海軍大佐の高松宮、第三航空艦隊参謀長・山澄忠三郎海軍大佐などが説得にあたったが、小園大佐ら厚木飛行場の将兵たちは首肯しなかった。東久邇宮内閣は小園大佐を拘束し、野比海軍病院の精神科へ強制的に収容した。この時のことを宮は「もし、米軍先遣隊が厚木飛行場に進駐した時、わが方がこれを攻撃でもしたら、将来アメリカに行動の自由を許す口実を与えることになる。厚木飛行隊は最も優秀な防空飛行隊で私は同飛行隊将校に同情をしたが大局から見て許すことができなかった。こうして24日夕までに完全にわが飛行機は飛べないことになった。まったく、毎日毎日剣の刃渡りをしている気持ちである」と日記に記している。
- 東久邇宮は第二次世界大戦中の日本について「戦時中、日本は小さなことにこせこせしたが、大きなことにはぬかっていた。全体と部分との混同が、至るところに見られた。部分的には実に立派なものであるが、全体的に総合すると、てんでんばらばらのものばかりで役にはたたなかった」と評価している。
- 連合軍の占領直後には「終戦」という語句を用いて敗戦の現実を有耶無耶にしようとする流れを批判し、敗戦の現実を認識してはじめて国土再建が成ると閣僚に説いたが、下村陸相に国民の混乱を防ぎ、時局収拾を円滑にするため「終戦」という言葉を使ってほしいと説得され応じたという。
- 東久邇宮は国民の意見を国政に反映したいと考え、「私は皆さんから直接手紙をいただきたい。嬉しいこと、悲しいこと、不平でも不満でもよろしい。参考としたい」と呼びかけたという。すると毎日数百通に上る国民からの手紙が舞い込んできたという。
- ダグラス・マッカーサー元帥に面会した際「アメリカは封建的遺物の打倒を叫ぶが、私はその封建的遺物の皇族だ。もし元帥が不適当とみるなら、私は明日にも首相を辞める」 と述べた。これに対し、マッカーサー元帥は「皇族は封建的遺物ではあるが、米国人が封建的遺物とか、非民主主義と言うのは、その人の生まれた家柄を言うので、あなたの思想・行動は非民主主義とは思わない」と対応した。
- 第二次世界大戦後の日本の状況を見た東久邇宮は、内閣を組織したことについて振り返り「あの際、私が出なかった方がよかったと思う。誰か若い革新政党の人が出て、日本の政治、経済、社会各方面にわたり大改革をやっていたら、あの当時は多少の混乱と血を見たかもしれないが、現在の日本がもっと 若々しい、新しい日本となっていたことであろう」とも書き記している。
- 「目の前の小さな現象に目を奪われて、遠い目標を見失ってはならない」という発言をしている。

## 家族
- 父：久邇宮朝彦親王
- 母：寺尾宇多子
- 兄弟：邦憲王 - 邦彦王 - 守正王 - 多嘉王 - 暢王 - 鳩彦王 - 稔彦王
- 姉妹：智當宮 - 栄子女王 - 安喜子女王 - 飛呂子女王 - 絢子女王 - 素子女王 - 懐子女王 - 篶子女王 - 純子女王
- 妻：聰子内親王
- 愛人：新橋の芸者「秀菊」[1]
- 子女：
  - 第1王子：盛厚王（1916年 - 1969年）。
  - 第2王子：師正王（1917年 - 1923年） - 関東大震災により薨去。
  - 第3王子：彰常王（1920年 - 2006年） - 1940年10月25日の臣籍降下で、侯爵位を授かり華族となった。
  - 第4王子：俊彦王（1929年 - 2015年） - 1947年、多羅間キヌの養子となりブラジルに移住。
- 庶子：以下は愛人の秀菊との間の子供
  - 喜久子（1936年 - ）[1]
  - 英雄（1940年 - ）[1]
  - 和子（1944年 - ）[1]

## 系図
|  |  | (20/23)伏見宮邦家親王 | (20/23)伏見宮邦家親王 | (20/23)伏見宮邦家親王 | (20/23)伏見宮邦家親王 | (20/23)伏見宮邦家親王 | (20/23)伏見宮邦家親王 |  |  | (1)山階宮晃親王       | (1)山階宮晃親王       | (1)山階宮晃親王       | (1)山階宮晃親王       | (1)山階宮晃親王       | (1)山階宮晃親王       |  |  | (2)山階宮菊麿王   | (2)山階宮菊麿王   | (2)山階宮菊麿王   | (2)山階宮菊麿王   | (2)山階宮菊麿王   | (2)山階宮菊麿王   |  |  | (3)山階宮武彦王   | (3)山階宮武彦王   | (3)山階宮武彦王   | (3)山階宮武彦王   | (3)山階宮武彦王   | (3)山階宮武彦王   |          |          |                   |                   |                   |                   |                   |                   |          |          |
|  |  | (20/23)伏見宮邦家親王 | (20/23)伏見宮邦家親王 | (20/23)伏見宮邦家親王 | (20/23)伏見宮邦家親王 | (20/23)伏見宮邦家親王 | (20/23)伏見宮邦家親王 |  |  | (1)山階宮晃親王       | (1)山階宮晃親王       | (1)山階宮晃親王       | (1)山階宮晃親王       | (1)山階宮晃親王       | (1)山階宮晃親王       |  |  | (2)山階宮菊麿王   | (2)山階宮菊麿王   | (2)山階宮菊麿王   | (2)山階宮菊麿王   | (2)山階宮菊麿王   | (2)山階宮菊麿王   |  |  | (3)山階宮武彦王   | (3)山階宮武彦王   | (3)山階宮武彦王   | (3)山階宮武彦王   | (3)山階宮武彦王   | (3)山階宮武彦王   |          |          |                   |                   |                   |                   |                   |                   |          |          |
|  |  | (1)梨本宮守脩親王     | (1)梨本宮守脩親王     | (1)梨本宮守脩親王     | (1)梨本宮守脩親王     | (1)梨本宮守脩親王     | (1)梨本宮守脩親王     |  |  | (1)久邇宮朝彦親王     | (1)久邇宮朝彦親王     | (1)久邇宮朝彦親王     | (1)久邇宮朝彦親王     | (1)久邇宮朝彦親王     | (1)久邇宮朝彦親王     |  |  | (1)賀陽宮邦憲王   | (1)賀陽宮邦憲王   | (1)賀陽宮邦憲王   | (1)賀陽宮邦憲王   | (1)賀陽宮邦憲王   | (1)賀陽宮邦憲王   |  |  | (2)賀陽宮恒憲王   | (2)賀陽宮恒憲王   | (2)賀陽宮恒憲王   | (2)賀陽宮恒憲王   | (2)賀陽宮恒憲王   | (2)賀陽宮恒憲王   |          |          |                   |                   |                   |                   |                   |                   |          |          |
|  |  | (1)梨本宮守脩親王     | (1)梨本宮守脩親王     | (1)梨本宮守脩親王     | (1)梨本宮守脩親王     | (1)梨本宮守脩親王     | (1)梨本宮守脩親王     |  |  | (1)久邇宮朝彦親王     | (1)久邇宮朝彦親王     | (1)久邇宮朝彦親王     | (1)久邇宮朝彦親王     | (1)久邇宮朝彦親王     | (1)久邇宮朝彦親王     |  |  |                   | (1)賀陽宮邦憲王   | (1)賀陽宮邦憲王   | (1)賀陽宮邦憲王   | (1)賀陽宮邦憲王   | (1)賀陽宮邦憲王   |  |  | (2)賀陽宮恒憲王   | (2)賀陽宮恒憲王   | (2)賀陽宮恒憲王   | (2)賀陽宮恒憲王   | (2)賀陽宮恒憲王   | (2)賀陽宮恒憲王   |          |          |                   |                   |                   |                   |                   |                   |          |          |
|  |  |                       |                       |                       |                       |                       |                       |  |  |                       |                       |                       |                       |                       |                       |  |  | (2)久邇宮邦彦王   | (2)久邇宮邦彦王   | (2)久邇宮邦彦王   | (2)久邇宮邦彦王   | (2)久邇宮邦彦王   | (2)久邇宮邦彦王   |  |  | (3)久邇宮朝融王   | (3)久邇宮朝融王   | (3)久邇宮朝融王   | (3)久邇宮朝融王   | (3)久邇宮朝融王   | (3)久邇宮朝融王   |          |          |                   |                   |                   |                   |                   |                   |          |          |
|  |  |                       |                       |                       |                       |                       |                       |  |  |                       |                       |                       |                       |                       |                       |  |  | (2)久邇宮邦彦王   | (2)久邇宮邦彦王   | (2)久邇宮邦彦王   | (2)久邇宮邦彦王   | (2)久邇宮邦彦王   | (2)久邇宮邦彦王   |  |  | (3)久邇宮朝融王   | (3)久邇宮朝融王   | (3)久邇宮朝融王   | (3)久邇宮朝融王   | (3)久邇宮朝融王   | (3)久邇宮朝融王   |          |          |                   |                   |                   |                   |                   |                   |          |          |
|  |  |                       |                       |                       |                       |                       |                       |  |  |                       |                       |                       |                       |                       |                       |  |  | (3)梨本宮守正王   | (3)梨本宮守正王   | (3)梨本宮守正王   | (3)梨本宮守正王   | (3)梨本宮守正王   | (3)梨本宮守正王   |  |  | 香淳皇后          | 香淳皇后          | 香淳皇后          | 香淳皇后          | 香淳皇后          | 香淳皇后          |          |          |                   |                   |                   |                   |                   |                   |          |          |
|  |  |                       |                       |                       |                       |                       |                       |  |  |                       |                       |                       |                       |                       |                       |  |  | (3)梨本宮守正王   | (3)梨本宮守正王   | (3)梨本宮守正王   | (3)梨本宮守正王   | (3)梨本宮守正王   | (3)梨本宮守正王   |  |  | 香淳皇后          | 香淳皇后          | 香淳皇后          | 香淳皇后          | 香淳皇后          | 香淳皇后          |          |          |                   |                   |                   |                   |                   |                   |          |          |
|  |  |                       |                       |                       |                       |                       |                       |  |  |                       |                       |                       |                       |                       |                       |  |  |                   |                   |                   |                   |                   |                   |  |  |                   |                   | 上皇明仁          | 上皇明仁          | 上皇明仁          | 上皇明仁          | 上皇明仁 | 上皇明仁 |                   |                   | 天皇徳仁          | 天皇徳仁          | 天皇徳仁          | 天皇徳仁          | 天皇徳仁 | 天皇徳仁 |
|  |  |                       |                       |                       |                       |                       |                       |  |  |                       |                       |                       |                       |                       |                       |  |  |                   |                   |                   |                   |                   |                   |  |  |                   |                   | 上皇明仁          | 上皇明仁          | 上皇明仁          | 上皇明仁          | 上皇明仁 | 上皇明仁 |                   |                   | 天皇徳仁          | 天皇徳仁          | 天皇徳仁          | 天皇徳仁          | 天皇徳仁 | 天皇徳仁 |
|  |  |                       |                       |                       |                       |                       |                       |  |  | (21)伏見宮貞教親王    | (21)伏見宮貞教親王    | (21)伏見宮貞教親王    | (21)伏見宮貞教親王    | (21)伏見宮貞教親王    | (21)伏見宮貞教親王    |  |  | (1)朝香宮鳩彦王   | (1)朝香宮鳩彦王   | (1)朝香宮鳩彦王   | (1)朝香宮鳩彦王   | (1)朝香宮鳩彦王   | (1)朝香宮鳩彦王   |  |  | 昭和天皇          | 昭和天皇          | 昭和天皇          | 昭和天皇          | 昭和天皇          | 昭和天皇          |          |          |                   |                   |                   |                   |                   |                   |          |          |
|  |  |                       |                       |                       |                       |                       |                       |  |  | (21)伏見宮貞教親王    | (21)伏見宮貞教親王    | (21)伏見宮貞教親王    | (21)伏見宮貞教親王    | (21)伏見宮貞教親王    | (21)伏見宮貞教親王    |  |  | (1)朝香宮鳩彦王   | (1)朝香宮鳩彦王   | (1)朝香宮鳩彦王   | (1)朝香宮鳩彦王   | (1)朝香宮鳩彦王   | (1)朝香宮鳩彦王   |  |  | 昭和天皇          | 昭和天皇          | 昭和天皇          | 昭和天皇          | 昭和天皇          | 昭和天皇          |          |          |                   |                   |                   |                   |                   |                   |          |          |
|  |  |                       |                       |                       |                       |                       |                       |  |  |                       |                       |                       |                       |                       |                       |  |  | (1)東久邇宮稔彦王 |                   |                   |                   |                   |                   |  |  |                   |                   |                   |                   |                   |                   |          |          |                   |                   |                   |                   |                   |                   |          |          |
|  |  |                       |                       |                       |                       |                       |                       |  |  |                       |                       |                       |                       |                       |                       |  |  |                   |                   |                   |                   |                   |                   |  |  |                   |                   |                   |                   |                   |                   |          |          |                   |                   |                   |                   |                   |                   |          |          |
|  |  |                       |                       |                       |                       |                       |                       |  |  |                       |                       |                       |                       |                       |                       |  |  | (1)竹田宮恒久王   | (1)竹田宮恒久王   | (1)竹田宮恒久王   | (1)竹田宮恒久王   | (1)竹田宮恒久王   | (1)竹田宮恒久王   |  |  | (2)竹田宮恒徳王   | (2)竹田宮恒徳王   | (2)竹田宮恒徳王   | (2)竹田宮恒徳王   | (2)竹田宮恒徳王   | (2)竹田宮恒徳王   |          |          |                   |                   |                   |                   |                   |                   |          |          |
|  |  |                       |                       |                       |                       |                       |                       |  |  |                       |                       |                       |                       |                       |                       |  |  | (1)竹田宮恒久王   | (1)竹田宮恒久王   | (1)竹田宮恒久王   | (1)竹田宮恒久王   | (1)竹田宮恒久王   | (1)竹田宮恒久王   |  |  | (2)竹田宮恒徳王   | (2)竹田宮恒徳王   | (2)竹田宮恒徳王   | (2)竹田宮恒徳王   | (2)竹田宮恒徳王   | (2)竹田宮恒徳王   |          |          |                   |                   |                   |                   |                   |                   |          |          |
|  |  |                       |                       |                       |                       |                       |                       |  |  | (2)北白川宮能久親王   | (2)北白川宮能久親王   | (2)北白川宮能久親王   | (2)北白川宮能久親王   | (2)北白川宮能久親王   | (2)北白川宮能久親王   |  |  | (3)北白川宮成久王 | (3)北白川宮成久王 | (3)北白川宮成久王 | (3)北白川宮成久王 | (3)北白川宮成久王 | (3)北白川宮成久王 |  |  | (4)北白川宮永久王 | (4)北白川宮永久王 | (4)北白川宮永久王 | (4)北白川宮永久王 | (4)北白川宮永久王 | (4)北白川宮永久王 |          |          | (5)北白川宮道久王 | (5)北白川宮道久王 | (5)北白川宮道久王 | (5)北白川宮道久王 | (5)北白川宮道久王 | (5)北白川宮道久王 |          |          |
|  |  |                       |                       |                       |                       |                       |                       |  |  | (2)北白川宮能久親王   | (2)北白川宮能久親王   | (2)北白川宮能久親王   | (2)北白川宮能久親王   | (2)北白川宮能久親王   | (2)北白川宮能久親王   |  |  | (3)北白川宮成久王 | (3)北白川宮成久王 | (3)北白川宮成久王 | (3)北白川宮成久王 | (3)北白川宮成久王 | (3)北白川宮成久王 |  |  | (4)北白川宮永久王 | (4)北白川宮永久王 | (4)北白川宮永久王 | (4)北白川宮永久王 | (4)北白川宮永久王 | (4)北白川宮永久王 |          |          | (5)北白川宮道久王 | (5)北白川宮道久王 | (5)北白川宮道久王 | (5)北白川宮道久王 | (5)北白川宮道久王 | (5)北白川宮道久王 |          |          |
|  |  |                       |                       |                       |                       |                       |                       |  |  |                       |                       |                       |                       |                       |                       |  |  | 小松輝久          |                   |                   |                   |                   |                   |  |  |                   |                   |                   |                   |                   |                   |          |          |                   |                   |                   |                   |                   |                   |          |          |
|  |  |                       |                       |                       |                       |                       |                       |  |  |                       |                       |                       |                       |                       |                       |  |  |                   |                   |                   |                   |                   |                   |  |  |                   |                   |                   |                   |                   |                   |          |          |                   |                   |                   |                   |                   |                   |          |          |
|  |  |                       |                       |                       |                       |                       |                       |  |  | (1)北白川宮智成親王   | (1)北白川宮智成親王   | (1)北白川宮智成親王   | (1)北白川宮智成親王   | (1)北白川宮智成親王   | (1)北白川宮智成親王   |  |  | (25)伏見宮博恭王  | (25)伏見宮博恭王  | (25)伏見宮博恭王  | (25)伏見宮博恭王  | (25)伏見宮博恭王  | (25)伏見宮博恭王  |  |  | 博義王            | 博義王            | 博義王            | 博義王            | 博義王            | 博義王            |          |          | (26)伏見宮博明王  | (26)伏見宮博明王  | (26)伏見宮博明王  | (26)伏見宮博明王  | (26)伏見宮博明王  | (26)伏見宮博明王  |          |          |
|  |  |                       |                       |                       |                       |                       |                       |  |  | (1)北白川宮智成親王   | (1)北白川宮智成親王   | (1)北白川宮智成親王   | (1)北白川宮智成親王   | (1)北白川宮智成親王   | (1)北白川宮智成親王   |  |  | (25)伏見宮博恭王  | (25)伏見宮博恭王  | (25)伏見宮博恭王  | (25)伏見宮博恭王  | (25)伏見宮博恭王  | (25)伏見宮博恭王  |  |  | 博義王            | 博義王            | 博義王            | 博義王            | 博義王            | 博義王            |          |          | (26)伏見宮博明王  | (26)伏見宮博明王  | (26)伏見宮博明王  | (26)伏見宮博明王  | (26)伏見宮博明王  | (26)伏見宮博明王  |          |          |
|  |  |                       |                       |                       |                       |                       |                       |  |  | (22/24)伏見宮貞愛親王 | (22/24)伏見宮貞愛親王 | (22/24)伏見宮貞愛親王 | (22/24)伏見宮貞愛親王 | (22/24)伏見宮貞愛親王 | (22/24)伏見宮貞愛親王 |  |  | 邦芳王            | 邦芳王            | 邦芳王            | 邦芳王            | 邦芳王            | 邦芳王            |  |  | (4)華頂宮博忠王   | (4)華頂宮博忠王   | (4)華頂宮博忠王   | (4)華頂宮博忠王   | (4)華頂宮博忠王   | (4)華頂宮博忠王   |          |          |                   |                   |                   |                   |                   |                   |          |          |
|  |  |                       |                       |                       |                       |                       |                       |  |  | (22/24)伏見宮貞愛親王 | (22/24)伏見宮貞愛親王 | (22/24)伏見宮貞愛親王 | (22/24)伏見宮貞愛親王 | (22/24)伏見宮貞愛親王 | (22/24)伏見宮貞愛親王 |  |  | 邦芳王            | 邦芳王            | 邦芳王            | 邦芳王            | 邦芳王            | 邦芳王            |  |  | (4)華頂宮博忠王   | (4)華頂宮博忠王   | (4)華頂宮博忠王   | (4)華頂宮博忠王   | (4)華頂宮博忠王   | (4)華頂宮博忠王   |          |          |                   |                   |                   |                   |                   |                   |          |          |
|  |  |                       |                       |                       |                       |                       |                       |  |  | (6)閑院宮載仁親王     | (6)閑院宮載仁親王     | (6)閑院宮載仁親王     | (6)閑院宮載仁親王     | (6)閑院宮載仁親王     | (6)閑院宮載仁親王     |  |  | (7)閑院宮春仁王   | (7)閑院宮春仁王   | (7)閑院宮春仁王   | (7)閑院宮春仁王   | (7)閑院宮春仁王   | (7)閑院宮春仁王   |  |  |                   |                   |                   |                   |                   |                   |          |          |                   |                   |                   |                   |                   |                   |          |          |
|  |  |                       |                       |                       |                       |                       |                       |  |  | (6)閑院宮載仁親王     | (6)閑院宮載仁親王     | (6)閑院宮載仁親王     | (6)閑院宮載仁親王     | (6)閑院宮載仁親王     | (6)閑院宮載仁親王     |  |  | (7)閑院宮春仁王   | (7)閑院宮春仁王   | (7)閑院宮春仁王   | (7)閑院宮春仁王   | (7)閑院宮春仁王   | (7)閑院宮春仁王   |  |  |                   |                   |                   |                   |                   |                   |          |          |                   |                   |                   |                   |                   |                   |          |          |
|  |  |                       |                       |                       |                       |                       |                       |  |  | (1)東伏見宮依仁親王   |                       |                       |                       |                       |                       |  |  |                   |                   |                   |                   |                   |                   |  |  |                   |                   |                   |                   |                   |                   |          |          |                   |                   |                   |                   |                   |                   |          |          |
|  |  |                       |                       |                       |                       |                       |                       |  |  |                       |                       |                       |                       |                       |                       |  |  |                   |                   |                   |                   |                   |                   |  |  |                   |                   |                   |                   |                   |                   |          |          |                   |                   |                   |                   |                   |                   |          |          |
|  |  |                       |                       |                       |                       |                       |                       |  |  |                       |                       |                       |                       |                       |                       |  |  |                   |                   |                   |                   |                   |                   |  |  |                   |                   |                   |                   |                   |                   |          |          |                   |                   |                   |                   |                   |                   |          |          |
|  |  |                       |                       |                       |                       |                       |                       |  |  |                       |                       | 依仁親王妃周子        |                       |                       |                       |  |  |                   |                   |                   |                   |                   |                   |  |  |                   |                   |                   |                   |                   |                   |          |          |                   |                   |                   |                   |                   |                   |          |          |

数字は代目。橙色背景は皇籍離脱した時の11宮家当主。※東伏見宮依仁親王は離脱前に薨去。
|                                      |                                      |                                      |                                      |                                      |                                      |  |  |                          |                          |                          |                          |                          |                          |                      |                      |                        |                        |                        |                        |                        |                        |  |  |                            |                            |                            |                            |                            |                            |                        |                        |                        |                        |                        |                        |                        |                        |  |  |                          |                          |                          |                          |                          |                          |                      |                      |                        |                        |                        |                        |                        |                        |  |  |                            |                            |                            |                            |                            |                            |                    |                    |                        |                        |                        |                        |                        |                        |                        |                        |                        |                        |                                     |                                     |                                     |                                     |                                     |                                     |  |  |  |  |  |  |  |  |  |  |  |  |  |  |  |  |  |  |  |  |
| 明治天皇 (1852-1912) 在位 1867-1912  |                                      |                                      |                                      |                                      |                                      |  |  |                          |                          |                          |                          |                          |                          |                      |                      |                        |                        |                        |                        |                        |                        |  |  |                            |                            |                            |                            |                            |                            |                        |                        |                        |                        |                        |                        |                        |                        |  |  |                          |                          |                          |                          |                          |                          |                      |                      |                        |                        |                        |                        |                        |                        |  |  |                            |                            |                            |                            |                            |                            |                    |                    |                        |                        |                        |                        |                        |                        |                        |                        |                        |                        |                                     |                                     |                                     |                                     |                                     |                                     |  |  |  |  |  |  |  |  |  |  |  |  |  |  |  |  |  |  |  |  |
|                                      |                                      |                                      |                                      |                                      |                                      |  |  |                          |                          |                          |                          |                          |                          |                      |                      |                        |                        |                        |                        |                        |                        |  |  |                            |                            |                            |                            |                            |                            |                        |                        |                        |                        |                        |                        |                        |                        |  |  |                          |                          |                          |                          |                          |                          |                      |                      |                        |                        |                        |                        |                        |                        |  |  |                            |                            |                            |                            |                            |                            |                    |                    |                        |                        |                        |                        |                        |                        |                        |                        |                        |                        |                                     |                                     |                                     |                                     |                                     |                                     |  |  |  |  |  |  |  |  |  |  |  |  |  |  |  |  |  |  |  |  |
|                                      |                                      |                                      |                                      |                                      |                                      |  |  |                          |                          |                          |                          |                          |                          |                      |                      |                        |                        |                        |                        |                        |                        |  |  |                            |                            |                            |                            |                            |                            |                        |                        |                        |                        |                        |                        |                        |                        |  |  |                          |                          |                          |                          |                          |                          |                      |                      |                        |                        |                        |                        |                        |                        |  |  |                            |                            |                            |                            |                            |                            |                    |                    |                        |                        |                        |                        |                        |                        |                        |                        |                        |                        |                                     |                                     |                                     |                                     |                                     |                                     |  |  |  |  |  |  |  |  |  |  |  |  |  |  |  |  |  |  |  |  |
| 大正天皇 (1879-1926) 在位 1912-1926  | 大正天皇 (1879-1926) 在位 1912-1926  | 大正天皇 (1879-1926) 在位 1912-1926  | 大正天皇 (1879-1926) 在位 1912-1926  | 大正天皇 (1879-1926) 在位 1912-1926  | 大正天皇 (1879-1926) 在位 1912-1926  |  |  | 竹田宮恒久王 (1882-1919) | 竹田宮恒久王 (1882-1919) | 竹田宮恒久王 (1882-1919) | 竹田宮恒久王 (1882-1919) | 竹田宮恒久王 (1882-1919) | 竹田宮恒久王 (1882-1919) |                      |                      | 昌子内親王 (1888-1940) | 昌子内親王 (1888-1940) | 昌子内親王 (1888-1940) | 昌子内親王 (1888-1940) | 昌子内親王 (1888-1940) | 昌子内親王 (1888-1940) |  |  | 北白川宮成久王 (1887-1923) | 北白川宮成久王 (1887-1923) | 北白川宮成久王 (1887-1923) | 北白川宮成久王 (1887-1923) | 北白川宮成久王 (1887-1923) | 北白川宮成久王 (1887-1923) |                        |                        | 房子内親王 (1890-1974) | 房子内親王 (1890-1974) | 房子内親王 (1890-1974) | 房子内親王 (1890-1974) | 房子内親王 (1890-1974) | 房子内親王 (1890-1974) |  |  | 朝香宮鳩彦王 (1887-1981) | 朝香宮鳩彦王 (1887-1981) | 朝香宮鳩彦王 (1887-1981) | 朝香宮鳩彦王 (1887-1981) | 朝香宮鳩彦王 (1887-1981) | 朝香宮鳩彦王 (1887-1981) |                      |                      | 允子内親王 (1891-1933) | 允子内親王 (1891-1933) | 允子内親王 (1891-1933) | 允子内親王 (1891-1933) | 允子内親王 (1891-1933) | 允子内親王 (1891-1933) |  |  | 東久邇宮稔彦王 (1887-1990) | 東久邇宮稔彦王 (1887-1990) | 東久邇宮稔彦王 (1887-1990) | 東久邇宮稔彦王 (1887-1990) | 東久邇宮稔彦王 (1887-1990) | 東久邇宮稔彦王 (1887-1990) |                    |                    | 聡子内親王 (1896-1978) | 聡子内親王 (1896-1978) | 聡子内親王 (1896-1978) | 聡子内親王 (1896-1978) | 聡子内親王 (1896-1978) | 聡子内親王 (1896-1978) |                        |                        |                        |                        | 昭和天皇 (1901-1989) 在位 1926-1989 | 昭和天皇 (1901-1989) 在位 1926-1989 | 昭和天皇 (1901-1989) 在位 1926-1989 | 昭和天皇 (1901-1989) 在位 1926-1989 | 昭和天皇 (1901-1989) 在位 1926-1989 | 昭和天皇 (1901-1989) 在位 1926-1989 |  |  |  |  |  |  |  |  |  |  |  |  |  |  |  |  |  |  |  |  |
| 大正天皇 (1879-1926) 在位 1912-1926  | 大正天皇 (1879-1926) 在位 1912-1926  | 大正天皇 (1879-1926) 在位 1912-1926  | 大正天皇 (1879-1926) 在位 1912-1926  | 大正天皇 (1879-1926) 在位 1912-1926  | 大正天皇 (1879-1926) 在位 1912-1926  |  |  | 竹田宮恒久王 (1882-1919) | 竹田宮恒久王 (1882-1919) | 竹田宮恒久王 (1882-1919) | 竹田宮恒久王 (1882-1919) | 竹田宮恒久王 (1882-1919) | 竹田宮恒久王 (1882-1919) |                      |                      | 昌子内親王 (1888-1940) | 昌子内親王 (1888-1940) | 昌子内親王 (1888-1940) | 昌子内親王 (1888-1940) | 昌子内親王 (1888-1940) | 昌子内親王 (1888-1940) |  |  | 北白川宮成久王 (1887-1923) | 北白川宮成久王 (1887-1923) | 北白川宮成久王 (1887-1923) | 北白川宮成久王 (1887-1923) | 北白川宮成久王 (1887-1923) | 北白川宮成久王 (1887-1923) |                        |                        | 房子内親王 (1890-1974) | 房子内親王 (1890-1974) | 房子内親王 (1890-1974) | 房子内親王 (1890-1974) | 房子内親王 (1890-1974) | 房子内親王 (1890-1974) |  |  | 朝香宮鳩彦王 (1887-1981) | 朝香宮鳩彦王 (1887-1981) | 朝香宮鳩彦王 (1887-1981) | 朝香宮鳩彦王 (1887-1981) | 朝香宮鳩彦王 (1887-1981) | 朝香宮鳩彦王 (1887-1981) |                      |                      | 允子内親王 (1891-1933) | 允子内親王 (1891-1933) | 允子内親王 (1891-1933) | 允子内親王 (1891-1933) | 允子内親王 (1891-1933) | 允子内親王 (1891-1933) |  |  | 東久邇宮稔彦王 (1887-1990) | 東久邇宮稔彦王 (1887-1990) | 東久邇宮稔彦王 (1887-1990) | 東久邇宮稔彦王 (1887-1990) | 東久邇宮稔彦王 (1887-1990) | 東久邇宮稔彦王 (1887-1990) |                    |                    | 聡子内親王 (1896-1978) | 聡子内親王 (1896-1978) | 聡子内親王 (1896-1978) | 聡子内親王 (1896-1978) | 聡子内親王 (1896-1978) | 聡子内親王 (1896-1978) |                        |                        |                        |                        | 昭和天皇 (1901-1989) 在位 1926-1989 | 昭和天皇 (1901-1989) 在位 1926-1989 | 昭和天皇 (1901-1989) 在位 1926-1989 | 昭和天皇 (1901-1989) 在位 1926-1989 | 昭和天皇 (1901-1989) 在位 1926-1989 | 昭和天皇 (1901-1989) 在位 1926-1989 |  |  |  |  |  |  |  |  |  |  |  |  |  |  |  |  |  |  |  |  |
|                                      |                                      |                                      |                                      |                                      |                                      |  |  |                          |                          |                          |                          |                          |                          |                      |                      |                        |                        |                        |                        |                        |                        |  |  |                            |                            |                            |                            |                            |                            |                        |                        |                        |                        |                        |                        |                        |                        |  |  |                          |                          |                          |                          |                          |                          |                      |                      |                        |                        |                        |                        |                        |                        |  |  |                            |                            |                            |                            |                            |                            |                    |                    |                        |                        |                        |                        |                        |                        |                        |                        |                        |                        |                                     |                                     |                                     |                                     |                                     |                                     |  |  |  |  |  |  |  |  |  |  |  |  |  |  |  |  |  |  |  |  |
| 昭和天皇 (1901-1989) 在位 1926-1989  | 昭和天皇 (1901-1989) 在位 1926-1989  | 昭和天皇 (1901-1989) 在位 1926-1989  | 昭和天皇 (1901-1989) 在位 1926-1989  | 昭和天皇 (1901-1989) 在位 1926-1989  | 昭和天皇 (1901-1989) 在位 1926-1989  |  |  |                          |                          |                          |                          | 竹田恒徳 (1909-1992)     | 竹田恒徳 (1909-1992)     | 竹田恒徳 (1909-1992) | 竹田恒徳 (1909-1992) | 竹田恒徳 (1909-1992)   | 竹田恒徳 (1909-1992)   |                        |                        |                        |                        |  |  |                            |                            |                            |                            | 永久王 (1910-1940)         | 永久王 (1910-1940)         | 永久王 (1910-1940)     | 永久王 (1910-1940)     | 永久王 (1910-1940)     | 永久王 (1910-1940)     |                        |                        |                        |                        |  |  |                          |                          |                          |                          | 朝香孚彦 (1912-1994)     | 朝香孚彦 (1912-1994)     | 朝香孚彦 (1912-1994) | 朝香孚彦 (1912-1994) | 朝香孚彦 (1912-1994)   | 朝香孚彦 (1912-1994)   |                        |                        |                        |                        |  |  |                            |                            |                            |                            | 盛厚王 (1916-1969)         | 盛厚王 (1916-1969)         | 盛厚王 (1916-1969) | 盛厚王 (1916-1969) | 盛厚王 (1916-1969)     | 盛厚王 (1916-1969)     |                        |                        |                        |                        | 成子内親王 (1925-1961) | 成子内親王 (1925-1961) | 成子内親王 (1925-1961) | 成子内親王 (1925-1961) | 成子内親王 (1925-1961)              | 成子内親王 (1925-1961)              |                                     |                                     |                                     |                                     |  |  |  |  |  |  |  |  |  |  |  |  |  |  |  |  |  |  |  |  |
| 昭和天皇 (1901-1989) 在位 1926-1989  | 昭和天皇 (1901-1989) 在位 1926-1989  | 昭和天皇 (1901-1989) 在位 1926-1989  | 昭和天皇 (1901-1989) 在位 1926-1989  | 昭和天皇 (1901-1989) 在位 1926-1989  | 昭和天皇 (1901-1989) 在位 1926-1989  |  |  |                          |                          |                          |                          | 竹田恒徳 (1909-1992)     | 竹田恒徳 (1909-1992)     | 竹田恒徳 (1909-1992) | 竹田恒徳 (1909-1992) | 竹田恒徳 (1909-1992)   | 竹田恒徳 (1909-1992)   |                        |                        |                        |                        |  |  |                            |                            |                            |                            | 永久王 (1910-1940)         | 永久王 (1910-1940)         | 永久王 (1910-1940)     | 永久王 (1910-1940)     | 永久王 (1910-1940)     | 永久王 (1910-1940)     |                        |                        |                        |                        |  |  |                          |                          |                          |                          | 朝香孚彦 (1912-1994)     | 朝香孚彦 (1912-1994)     | 朝香孚彦 (1912-1994) | 朝香孚彦 (1912-1994) | 朝香孚彦 (1912-1994)   | 朝香孚彦 (1912-1994)   |                        |                        |                        |                        |  |  |                            |                            |                            |                            | 盛厚王 (1916-1969)         | 盛厚王 (1916-1969)         | 盛厚王 (1916-1969) | 盛厚王 (1916-1969) | 盛厚王 (1916-1969)     | 盛厚王 (1916-1969)     |                        |                        |                        |                        | 成子内親王 (1925-1961) | 成子内親王 (1925-1961) | 成子内親王 (1925-1961) | 成子内親王 (1925-1961) | 成子内親王 (1925-1961)              | 成子内親王 (1925-1961)              |                                     |                                     |                                     |                                     |  |  |  |  |  |  |  |  |  |  |  |  |  |  |  |  |  |  |  |  |
|                                      |                                      |                                      |                                      |                                      |                                      |  |  |                          |                          |                          |                          |                          |                          |                      |                      |                        |                        |                        |                        |                        |                        |  |  |                            |                            |                            |                            |                            |                            |                        |                        |                        |                        |                        |                        |                        |                        |  |  |                          |                          |                          |                          |                          |                          |                      |                      |                        |                        |                        |                        |                        |                        |  |  |                            |                            |                            |                            |                            |                            |                    |                    |                        |                        |                        |                        |                        |                        |                        |                        |                        |                        |                                     |                                     |                                     |                                     |                                     |                                     |  |  |  |  |  |  |  |  |  |  |  |  |  |  |  |  |  |  |  |  |
| 上皇 （明仁） (1933-) 在位 1989-2019 | 上皇 （明仁） (1933-) 在位 1989-2019 | 上皇 （明仁） (1933-) 在位 1989-2019 | 上皇 （明仁） (1933-) 在位 1989-2019 | 上皇 （明仁） (1933-) 在位 1989-2019 | 上皇 （明仁） (1933-) 在位 1989-2019 |  |  |                          |                          |                          |                          | 竹田恒正 (1940-)         | 竹田恒正 (1940-)         | 竹田恒正 (1940-)     | 竹田恒正 (1940-)     | 竹田恒正 (1940-)       | 竹田恒正 (1940-)       |                        |                        |                        |                        |  |  |                            |                            |                            |                            | 北白川道久 (1937-2018)     | 北白川道久 (1937-2018)     | 北白川道久 (1937-2018) | 北白川道久 (1937-2018) | 北白川道久 (1937-2018) | 北白川道久 (1937-2018) |                        |                        |                        |                        |  |  |                          |                          |                          |                          | 朝香誠彦 (1943-)         | 朝香誠彦 (1943-)         | 朝香誠彦 (1943-)     | 朝香誠彦 (1943-)     | 朝香誠彦 (1943-)       | 朝香誠彦 (1943-)       |                        |                        |                        |                        |  |  |                            |                            |                            |                            |                            |                            |                    |                    |                        |                        | 東久邇信彦 (1945-2019) | 東久邇信彦 (1945-2019) | 東久邇信彦 (1945-2019) | 東久邇信彦 (1945-2019) | 東久邇信彦 (1945-2019) | 東久邇信彦 (1945-2019) |                        |                        |                                     |                                     |                                     |                                     |                                     |                                     |  |  |  |  |  |  |  |  |  |  |  |  |  |  |  |  |  |  |  |  |
| 上皇 （明仁） (1933-) 在位 1989-2019 | 上皇 （明仁） (1933-) 在位 1989-2019 | 上皇 （明仁） (1933-) 在位 1989-2019 | 上皇 （明仁） (1933-) 在位 1989-2019 | 上皇 （明仁） (1933-) 在位 1989-2019 | 上皇 （明仁） (1933-) 在位 1989-2019 |  |  |                          |                          |                          |                          | 竹田恒正 (1940-)         | 竹田恒正 (1940-)         | 竹田恒正 (1940-)     | 竹田恒正 (1940-)     | 竹田恒正 (1940-)       | 竹田恒正 (1940-)       |                        |                        |                        |                        |  |  |                            |                            |                            |                            | 北白川道久 (1937-2018)     | 北白川道久 (1937-2018)     | 北白川道久 (1937-2018) | 北白川道久 (1937-2018) | 北白川道久 (1937-2018) | 北白川道久 (1937-2018) |                        |                        |                        |                        |  |  |                          |                          |                          |                          | 朝香誠彦 (1943-)         | 朝香誠彦 (1943-)         | 朝香誠彦 (1943-)     | 朝香誠彦 (1943-)     | 朝香誠彦 (1943-)       | 朝香誠彦 (1943-)       |                        |                        |                        |                        |  |  |                            |                            |                            |                            |                            |                            |                    |                    |                        |                        | 東久邇信彦 (1945-2019) | 東久邇信彦 (1945-2019) | 東久邇信彦 (1945-2019) | 東久邇信彦 (1945-2019) | 東久邇信彦 (1945-2019) | 東久邇信彦 (1945-2019) |                        |                        |                                     |                                     |                                     |                                     |                                     |                                     |  |  |  |  |  |  |  |  |  |  |  |  |  |  |  |  |  |  |  |  |
| 今上天皇 （徳仁） (1960-) 在位 2019- | 今上天皇 （徳仁） (1960-) 在位 2019- | 今上天皇 （徳仁） (1960-) 在位 2019- | 今上天皇 （徳仁） (1960-) 在位 2019- | 今上天皇 （徳仁） (1960-) 在位 2019- | 今上天皇 （徳仁） (1960-) 在位 2019- |  |  |                          |                          |                          |                          | 竹田家                   | 竹田家                   | 竹田家               | 竹田家               | 竹田家                 | 竹田家                 |                        |                        |                        |                        |  |  |                            |                            |                            |                            | (男系断絶)                 | (男系断絶)                 | (男系断絶)             | (男系断絶)             | (男系断絶)             | (男系断絶)             |                        |                        |                        |                        |  |  |                          |                          |                          |                          | 朝香家                   | 朝香家                   | 朝香家               | 朝香家               | 朝香家                 | 朝香家                 |                        |                        |                        |                        |  |  |                            |                            |                            |                            |                            |                            |                    |                    |                        |                        | 東久邇家               | 東久邇家               | 東久邇家               | 東久邇家               | 東久邇家               | 東久邇家               |                        |                        |                                     |                                     |                                     |                                     |                                     |                                     |  |  |  |  |  |  |  |  |  |  |  |  |  |  |  |  |  |  |  |  |

## 関連作品
映画
- 226（1989年、演：徳田良雄）

テレビドラマ
- 負けて、勝つ 〜戦後を創った男・吉田茂〜（2012年、NHK、演：今井朋彦）

## 著作・伝記
- 東久邇宮稔彦『私の記録』東方書房、1947年3月25日。NDLJP:1041942。
  - 『東久邇宮稔彦王　皇族軍人伝記集成11』佐藤元英監修・解説、ゆまに書房、2012 -「東久邇日記」「やんちゃ孤独」の復刻
- 東久邇稔彦『やんちゃ孤独』読売新聞社〈読売文庫〉、1955年6月25日。NDLJP:3036271。
- 東久邇稔彦『一皇族の戦争日記』日本週報社、1957年12月9日。NDLJP:2988038。
- 東久邇稔彦『東久邇日記 : 日本激動期の秘録』徳間書店、1968年3月10日。NDLJP:2991775。
- 浅見雅男『不思議な宮さまｰ東久邇宮稔彦王の昭和史』文藝春秋、2011、文春文庫、2014
- 伊藤之雄『最も期待された皇族　東久邇宮　虚像と実像』千倉書房、2021。前半生の伝記
- 伊藤之雄『東久邇宮の太平洋戦争と戦後　陸軍大将・首相の虚実 一九三二～九〇年』ミネルヴァ書房、2021。後半生の伝記